# All-Star Baseball 2002
Az All-Star Baseball 2002 baseball-videójáték, melyet az Acclaim Studios Austin fejlesztett és az Acclaim Entertainment jelentetett meg. A játék 2001. március 17-én jelent meg PlayStation 2, illetve 2001. november 18-án Nintendo GameCube platformokra.
A játék kommentátora Thom Brennaman, akit Bob Brenly szakkommentátor és Chuck Morgan stadionbemondó egészít ki. A játék borítóján Derek Jeter New York Yankees-beálló szerepel.

## Áttekintés
A 2002 a sorozat első tagja, amely hatodik generációs videójáték-konzolokra; PlayStation 2-re és Nintendo GameCube-ra jelent meg. A generációváltásnak hála a játék grafikája jelentősen javult, a stadionok és a játékosmodellek sokkal részletgazdagabbak. A játékra az elődeivel ellentétben 1 helyett 2 év fejlesztési időt szántak. Az előző játék kommentátorait Thom Brennaman Arizona Diamondbacks-sportkommentátor és televíziós partnere, Bob Brenly szakkommentátor váltotta, akiket Chuck Morgan Texas Rangers-stadionbemondó egészít ki. Brenly lett az első aktív MLB-vezetőedző, aki egy videójátékban kommentátori feladatokat látott el.
A játék nagy hangsúlyt fektetett a sorozat ismérvévé vált részletgazdag animációkra; így a sorozatban először szerepeltek animált csapatkabalák, eredményjelzők és jumbotronok, a kispadokon és a dobók bemelegítőhelyein tartózkodó játékosok, nézők, bírók és bázisedzők. Mindezek mellett már visszatartott ütésekre is lehetőség van. Több mint 1500 animációt motion capture-eljárás segítségével készítettek el. A játékosok körülbelül 5000, míg a stadionok körülbelül 30 000 poligonból állnak.
A játék további újdonságai közé tartozik a szezonmódban kiosztott díjak (többek között a Cy Young-díj vagy az Év Újonca díj), a kibővített statisztikakövetés, illetve a csapatok klasszikus mezei. A GameCube-kiadás nyolc hónappal a PlayStation 2-verzió után jelent meg, így abban kettő további stadion (egy kitalált Puerto Rico-i stadion, valamint a Safeco Field 2001 Major League Baseball All-Star játékon alapuló verzióját) is szerepel, illetve az ütők is széttörhetnek.

## Fogadtatás
| Összegzőoldal | Értékelés | Értékelés |
| Összegzőoldal | GC        | PS2       |
| ------------- | --------- | --------- |
| Metacritic    | 66/100    | 77/100    |

| Szerző         | Értékelés | Értékelés |
| Szerző         | GC        | PS2       |
| -------------- | --------- | --------- |
| AllGame        | [ 10 ]    | [ 11 ]    |
| EGM            | 6,33/10   | 5,67/10   |
| Famicú         | N/A       | 24/40     |
| Game Informer  | 5,75/10   | 8/10      |
| GamePro        | N/A       | [ 17 ]    |
| GameRevolution | C−        | N/A       |
| GameSpot       | 6,5/10    | 8,3/10    |
| GameSpy        | 80%       | 80%       |
| GameZone       | 7,8/10    | N/A       |
| IGN            | 6,8/10    | 8,4/10    |
| Nintendo Power | 2,8/5     | N/A       |
| OPM (US)       | N/A       | [ 27 ]    |
| X-Play         | N/A       | [ 28 ]    |

A Metacritic kritikaösszegző weboldal adatai szerint a játék PlayStation 2-verziója általánosságban kedvező, míg a GameCube-kiadás megosztott vagy átlagos kritikai fogadtatásban részesült. Az IGN 8,4/10-es pontszámmal értékelte a játék PlayStation 2-verzióját, dicserve a játékmódok széles választékát és azok testreszabhatóságát, a játékosszerkesztő mélységét, a statisztikakövetést, a „baseballfanatikusoknak és a hétköznapi rajongóknak is tetszetős” játékmenetet, a grafikát és az animációkat, ezzel szemben viszont negatívumként kiemelve a kamerakezelést, a mesterséges intelligencia rendkívül gyenge bázisfutási döntéseit, a „kissé robotszerű, száraz és érdektelen” hangkommentárt. A weboldal a GameCube-változatra 6,8/10 pontot adott további szoftverhibákra hivatkozva. A weboldal az év baseballjátékának választotta a játékot. A játékban a valósághűség fényében olyan gyorsak a dobódobások, hogy sok alkalmi játékost elidegenített a címtől, habár a nehézségével felhívta keménymagos baseballjáték-rajongók figyelmét.